# 太陽のあいつ
『太陽のあいつ』（たいようのあいつ）は、1967年（昭和42年）4月27日から同年7月20日までTBS系列局で放送されていたテレビドラマである。東宝とTBSの共同製作。カラー放送で、東宝のテレビドラマ製作では初のカラー作品である。松下電器産業（現・パナソニックホールディングス）の一社提供。全13回。放送時間は毎週木曜 19時00分 - 19時30分 （日本標準時）。

## 概要
伊豆から上京してきて、週刊誌『週刊青春』の記者になった主人公がライバル誌と競争しながらの取材を繰り広げるドラマ。東宝初のカラーテレビドラマで、毎回芸能界やスポーツ界の著名人、果ては怪獣までもが実名で登場していた異色作である。
ロケ地としては上野動物園（第4話）、宝塚ファミリーランド（第5話）、博物館明治村（第8話）などが利用された。

## キャスト

### レギュラー
- 矢吹渡:矢吹一成(やぶき　かずなり)
- 恵とも子:一成のいとこ(一成の叔母の娘)「留美」
- 今陽子:ともこ(漢字表記不明)
- 塩屋浩三 - 一成のいとこ「太郎」役
- 久保明:千田
- 南弘子:千代
- 砂塚秀夫:『週刊青春』の編集長「有馬」
- 飯田蝶子:一成のばあや「きよ」
- 二瓶正也:「週刊台風」の記者「白山」
- 当銀長太郎:「週刊台風」の記者「青野」
- 勝部義夫:「週刊台風」の記者「赤倉」
- ほか

### ゲスト
- 宝田明(第1話) - 主人公の取材相手として登場。
- 中島春雄（第2話） - ガイラの怪獣役者「田辺」役で出演[3][4]。
- ベンケイ藤倉（第2話） - 実在したボクサー。当時所属していた「ミカドジム」と共に登場。
- 三船敏郎（第3話）※ノンクレジット出演
- 十朱久雄（第5話）
- 黒部進（第6話）
- 土屋嘉男（第6話）
- 太刀川寛（第6話）
- 豊浦美子（第6話）
- 桜井浩子（第7話） - 木馬座の研究生「佐野えいこ」(漢字表記不明)役。
- 三條美紀（第7話） - えいこの母「康子」役。
- 伊豆肇（第7話） - 木馬座の演出家「江川」役。
- 加藤春哉（第7話）
- ケロヨン（第7話）
- 木馬座（第7話） - 作中では当時の公演映像が使われている。
- 徳川夢声(第8話)
- 中真千子(第8・12話) - 「弘子」役
- ジャニーズ（第9話） - スタントマン志望の若者達役で出演。名前はそれぞれ「輝夫」(青井輝彦)・「修」(飯野おさみ)・「良一」(中谷良)・「弘」(真家ひろみ)。
- 加山雄三（第10話） - 主人公の取材相手として登場。この回の冒頭では、映画『南太平洋の若大将』の映像が使われている。
- 山本嘉次郎（第10話） - 主人公の取材相手として登場。
- 古澤憲吾（第10話） - 主人公の取材相手として登場。
- 国創典（第10話）
- 東隆明（第10話）
- 劇団ひまわり（第10話）
- 浜美枝(第11話）
- 塩沢とき(第11話）
- 佐原健二(第11話）
- ザ・スパイダース（第12話） - 主人公の取材相手として登場。作中ではジャズ喫茶『銀座ACB』で「太陽の翼」「なんとなくなんとなく」「フリフリ」を演奏している。
- 田村亮（第13話） - 当時浜松基地にあったブルーインパルスのパイロット「西岡」役。
- 有島一郎
- 西村潔

- ほか

キャスト・役名の参考：DVD-BOX『東宝GSエイジコレクション』特典ディスク収録のキャストロール及び放送記録データベースより。

## スタッフ
- 原案：松木ひろし
- 脚本：松木ひろし、馬嶋満、米谷純一、田中美樹
- 監督：岩内克己、野長瀬三摩地、島津昇一
- 音楽：いずみたく
- 制作：東宝、TBS

## 主題歌
- 太陽のあいつ（歌：ジャニーズ、レコード：ビクターレコード）

### 副主題歌
- 素敵なあいつ（歌：恵とも子）

## 放送日程
| 話 | 放送日 （1967年） | サブタイトル         | 脚本               | 監督         |
| -- | ----------------- | -------------------- | ------------------ | ------------ |
| 1  | 4月27日           | 走れ！黒潮の男       | 松木ひろし         | 岩内克己     |
| 2  | 5月4日            | 怪獣をぶっとばせ！   | 松木ひろし         | 岩内克己     |
| 3  | 5月11日           | 青春活殺剣           | 馬嶋満             | 岩内克己     |
| 4  | 5月18日           | チータと少女         | 米谷純一           | 野長瀬三摩地 |
| 5  | 5月25日           | 怪獣全員集合         | 馬嶋満             | 野長瀬三摩地 |
| 6  | 6月1日            | スピードに命をかけろ | 米谷純一、田中美樹 | 島津昇一     |
| 7  | 6月8日            | ケロヨンこんばんは！ | 馬嶋満、田中美樹   | 島津昇一     |
| 8  | 6月15日           | オオ！昔むかし……     | 米谷純一           | 野長瀬三摩地 |
| 9  | 6月22日           | スタントカー大混乱！ | 米谷純一           | 野長瀬三摩地 |
| 10 | 6月29日           | とびだせ若大将！     | 馬嶋満             | 島津昇一     |
| 11 | 7月6日            | ウルトラ水上スキー！ | 馬嶋満             | 島津昇一     |
| 12 | 7月13日           | 若い突風！           | 米谷純一           | 岩内克己     |
| 13 | 7月20日           | グッドバイSOS飛行！  | 米谷純一           | 岩内克己     |

サブタイトルの参考：『毎日新聞縮刷版』毎日新聞社、1967年4月27日 - 同年7月20日付のラジオ・テレビ欄。

## 備考
第2話では、映画『フランケンシュタインの怪獣 サンダ対ガイラ』（1966年）に登場した怪獣ガイラと特撮テレビドラマ『ウルトラマン』に登場した怪獣キーラが劇中の着ぐるみとして登場している。どちらも田辺役の中島春雄が過去に演じた怪獣であったが、中島は偶然だろうと述べている。中島によれば、台本では「ビルを壊す」「車を踏み潰す」などの記述があったが、実際のセットは山と荒野のみとなっており、予算や手間が不足していたのだろうと推測している。

## 参考資料
- テレビドラマデータベース[どれ?]。他のサイトからも引用[どれ?]。
- DVD-BOX『東宝GSエイジコレクション』（東宝、2007年） - 特典ディスクに本作の第7話・第9話・第10話・第12話の映像と本作の概略を収録。
- 中島春雄『怪獣人生 元祖ゴジラ俳優・中島春雄』洋泉社、2010年7月31日。ISBN 978-4-86248-589-2。
- 野村宏平、冬門稔弐『ゴジラ365日』洋泉社〈映画秘宝COLLECTION〉、2016年11月23日。ISBN 978-4-8003-1074-3。